# 盧德權
盧德權（英語：Lo Tak Kuen Steve），綽號「盧大俠」，已故香港足球員，為香港1960、70年代著名守門員。

## 生平
卢德权早年畢業於澳門濠江中學。卢德权球員時代曾经入选1964年亚洲杯决赛周「最佳十一人」。
掛靴後成為足球教練，持有國際足協、亞洲足協、英格蘭足球總會、香港足球總會等9張足球教練牌照及文憑。曾執教愉園足球隊、精工足球隊及星島體育會。其後曾在ESPN和亞洲電視擔任足球評論員。
2022年9月23日，卢德权因为身体不适入院检查，延至第二日清晨因为中风及脑出血急病昏迷，下午一时许离世，享年八十二岁。

## 榮譽
- 1964年亞洲盃決賽週「最佳十一人」

## 著作
- 《金牌教練足球指南 戰術與訓練》
- 《香港足球史》（與林尚義合著）